# バレーコード

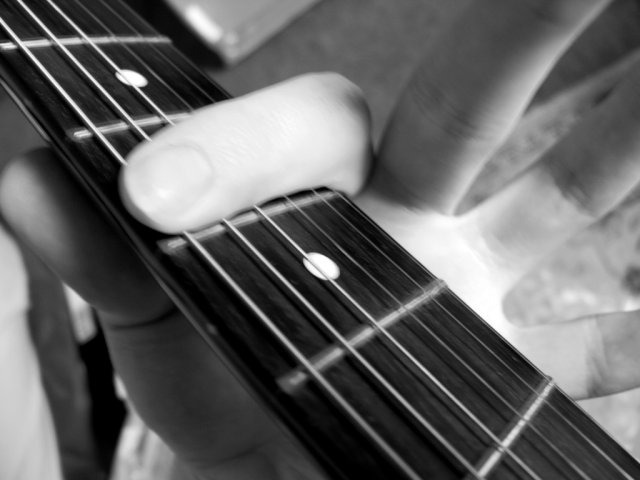
人差し指でのバレー

バレー（英: barre [bɑːˈrei, ˈbærei]）またはセーハ（西: ceja [ˈθexa]）とは、ギター・ウクレレ等の撥弦楽器において用いられる、一本の指で同フレット上の複数の弦を同時に押弦する奏法のこと。バレーを用いたコードフォーム（和音を演奏する際の弦の押さえ方）をバレーコード（英: barre chords）と呼ぶ。

## 人差し指でのバレー

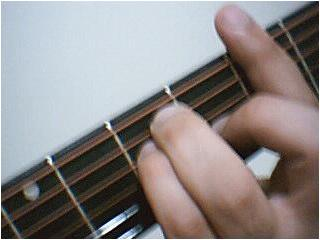
6弦に根音（ルート）があるメジャー・コードのフォーム。

（各コードのフォームについては、下節の「コード例」を参照。）
例えば、任意のフレット位置で、冒頭の写真のように1–6弦を人差し指でバレーし、コード例「GとGmの対比」の「G」のように押さえればメジャー・コード（メジャー・トライアド、長三和音）となる。また、このフォームの中指（3弦）を押さえないようにすればマイナー・コード（マイナー・トライアド、短三和音）となる（コード例「GとGmの対比」の「Gm」）。
バレーコードのフォームにはいくつかの形があるが、一つのフォームを覚えれば、その形のまま押さえるポジションをハイポジション（ブリッジ側）あるいはローポジション（ヘッド側）に移動するだけで多数のコードを鳴らす事が可能になり、指板上をくまなく使用できる。また、バレーコードはバレーした指の力を緩めることで音を短く止める（ミュートする）ことができるので、よりリズム感のある演奏を行うことができる。このように、ギター演奏の表現の幅を広げる上でバレーコードは必須のテクニックとなる。
バレーを使用したコードは、ハイポジション寄りのフレットでコードを弾くため「ハイコード」とも呼ばれる。
コツを掴めば、必要以上に力をかけずに押さえる事ができ、高音側（ハイポジション側）のフレットでは比較的軽い力でバレーできる。
ただしFコードなどナットに近い位置でのバレーコードには強い押弦力が必要になるため、Fコードを覚える事は初心者にとって最初の難関とも言われる。

### ロックミュージックなどでの代替バレー
ロックなどでは、Fコードを押さえる際に人差し指は1–2弦だけをバレーし、6弦1フレットは親指で押さえて指の負担を減らす等、しばしば代替法や簡略化したフォームも使用される（いわゆるロックフォーム）。これは、ロックではチョーキングを多用するためネックを深く握るフォームが有利であり、エレキギターやスティール弦アコースティックギターはクラシックギターよりネックが細いため親指を使用しやすいという事情のためでもある。
その他、ローポジションのAコードでも人差し指先の腹の部分を使って2–4弦をバレーするプレイヤーもいる。

## 薬指でのバレー
ローポジションのBコード等で使用する。力が入りにくい左手薬指でのバレーを人差し指バレーと同時に行うため、Fコードなどより難易度が高い。Bコード型のフォームでは薬指で3,4弦をバレーし、2弦は小指で押弦する代替法もある。薬指バレーを使用せず、中指・薬指・小指で通常の押弦を行うプレイヤーも多い。

## コード例

### 凡例
上から1弦、2弦、3弦の並びで表す。また、押弦する指の一般例を各弦の右に、各弦のチューニングを各弦の左に示す。
```
------ : 弦
|      : フレット
X      : 
ミュート
（弦に軽くふれて振動を止める）
●     : 人差し指バレーで押さえるポジション
◎     : 薬指バレーで押さえるポジション
○     : バレーではない通常の押弦をするポジション
```

### GとGmの対比
どちらも1–6弦を人差し指でバレー。3弦の中指の有無だけが異なる。
```
  
G

E |------|------|--●--|------|------|-- 人（バレー）
B |------|------|--●--|------|------|-- 人（バレー）
G |------|------|--●--|--○--|------|-- 中
D |------|------|--●--|------|--○--|-- 小
A |------|------|--●--|------|--○--|-- 薬
E |------|------|--●--|------|------|-- 人（バレー）
         1      2      3      4      5
```

```
  
Gm

E |------|------|--●--|------|------|-- 人（バレー）
B |------|------|--●--|------|------|-- 人（バレー）
G |------|------|--●--|------|------|-- 人（バレー）
D |------|------|--●--|------|--○--|-- 小
A |------|------|--●--|------|--○--|-- 薬
E |------|------|--●--|------|------|-- 人（バレー）
         1      2      3      4      5
```

### BとBm
1–5弦を人差し指でバレー。Bコードでは2–4弦を薬指でバレー。2弦を小指で押さえたり、薬指バレーせずに中指・薬指・小指で通常の押弦をするプレイヤーもいる。
```
  
B

E |------|--●--|------|------|-- 人（バレー）
B |------|--●--|------|--◎--|-- 薬（バレー）
G |------|--●--|------|--◎--|-- 薬（バレー）
D |------|--●--|------|--◎--|-- 薬（バレー）
A |------|--●--|------|------|-- 人（バレー）
E |------|--X---|------|------|-- ミュート
         1      2      3      4
```

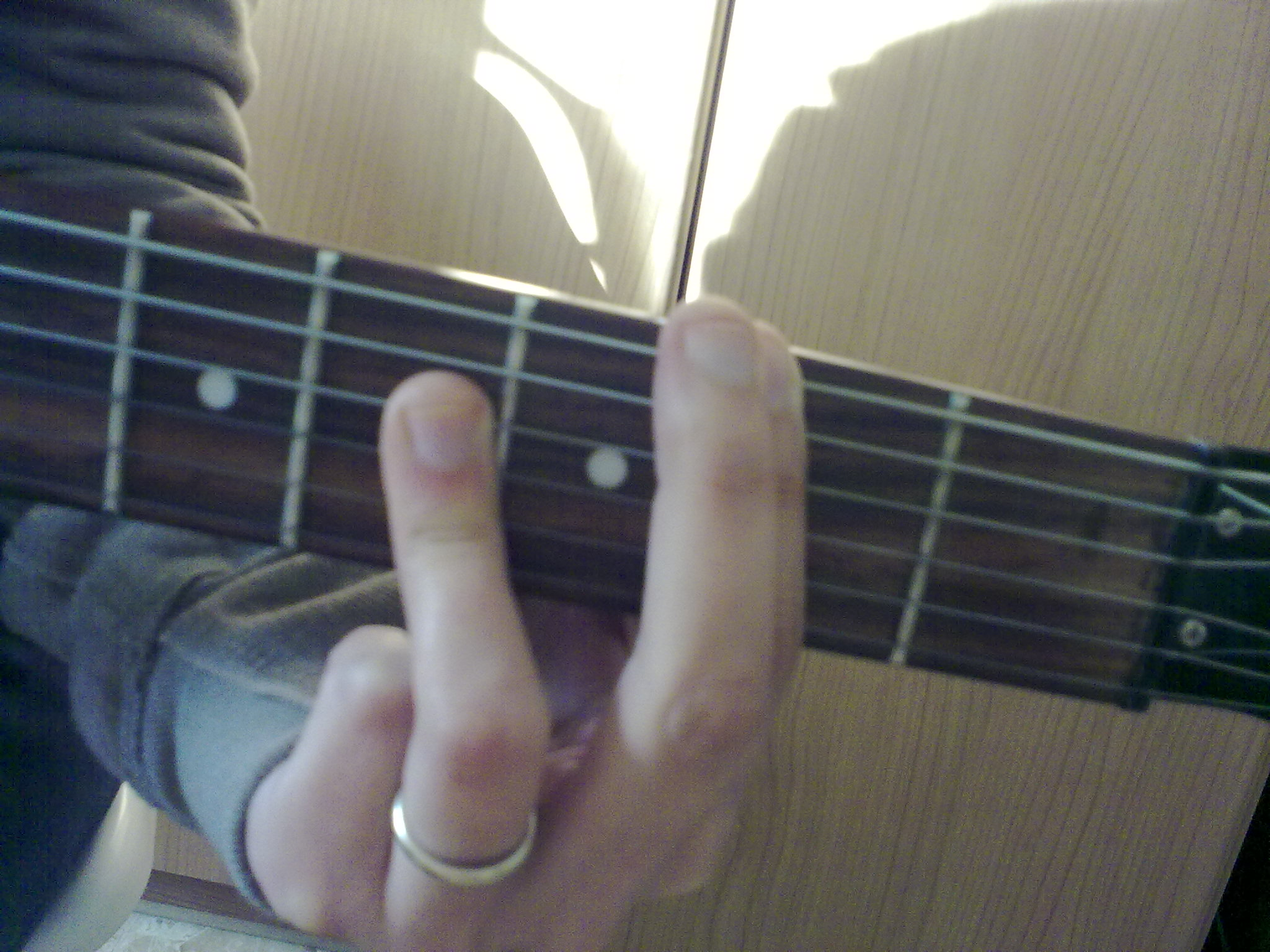
薬指バレーで押さえた例（Bコード）
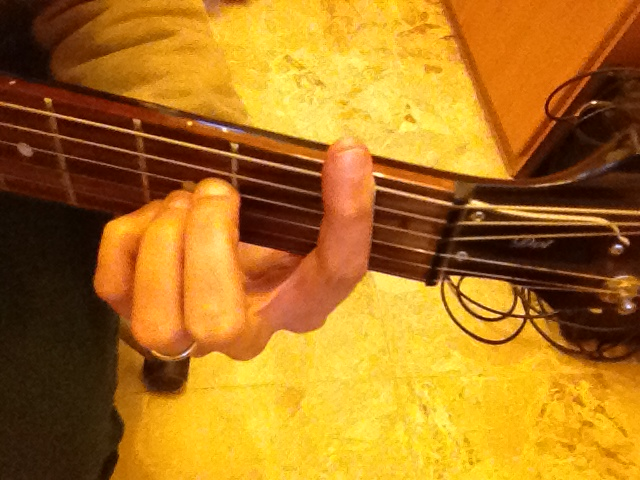
薬指バレーを使用しない例（B♭コード: Bコードを1フレット分ヘッド側に移動）

```
  
Bm

E |------|--●--|------|------|-- 人（バレー）
B |------|--●--|--○--|------|-- 中
G |------|--●--|------|--○--|-- 小
D |------|--●--|------|--○--|-- 薬
A |------|--●--|------|------|-- 人（バレー）
E |------|--X---|------|------|-- ミュート
         1      2      3      4
```